# 長原インターチェンジ
長原インターチェンジ（ながはらインターチェンジ）は、大阪府大阪市平野区の近畿自動車道にあるインターチェンジである。

## 概要
ハーフインターチェンジであり、松原方面への入口、松原方面からの出口しかない。このため、吹田方面へは八尾ICまたは阪和自動車道 松原ICを利用する。
インターチェンジ開設時から長く料金収受設備を持たなかったが、2019年9月2日から有人ブースおよびETC設備の運用を始める。

## 道路
- E26 近畿自動車道（9番）

## 料金所

### 入口
- ブース数：2
  - ETC専用：1
  - ETC/一般：1

### 出口
- ブース数：2
  - ETC専用：1
  - ETC/一般：1

## 接続する道路
- 大阪府道2号大阪中央環状線
- 長居公園通（大阪府道179号住吉八尾線)

## 周辺
- 長原駅 （地下鉄谷町線）
- 川辺八幡神社
- 新家天満宮

## 隣
E26 近畿自動車道
(8)八尾IC - 八尾PA（上り線のみ） - (9)長原IC - (10)松原JCT